# Eropterus ohkurai
Eropterus ohkurai is een keversoort uit de familie netschildkevers (Lycidae). De wetenschappelijke naam van de soort werd in 1992 gepubliceerd door Matsuda.